# جائزة إيطاليا الكبرى 1991
جائزة إيطاليا الكبرى 1991 هو سباق فورمولا 1 أقيم بتاريخ 8 سبتمبر 1991 في حلبة مونزا، إيطاليا. كان الثاني عشر من أصل 16 في بطولة العالم لسباقات الفورمولا واحد موسم 1991. حلّ البريطاني نايجل مانسيل أولا بينما جاء البرازيلي آيرتون سينا في المركز الثاني وحصل على المركز الثالث الفرنسي ألن بروست.

## وصلات خارجية
- الموقع الرسمي